# Chiesa di San Prospero (Castelfiorentino)
La chiesa di San Prospero si trova a Cambiano, frazione del comune di Castelfiorentino, in provincia di Firenze.

## Storia
Citata una prima volta in occasione della battaglia di Montaperti (1260), non se ne hanno più notizie per circa un secolo.
La famiglia Cambi, dalla quale la frazione di Cambiano deriva il nome, si fece carico nel XV secolo di interventi sull'edificio in questione. Da allora però iniziò un lento e inesorabile degrado che ha portato a pesanti interventi di restauro.
Vi è un portico antistante la facciata e un campanile a vela posto nella parte posteriore dell'edificio. 

## Opere già in loco
Alcune opere provenienti da questa chiesa sono andate a completare la collezione permanente del Museo di Santa Verdiana, sempre a Castelfiorentino. Queste sono:
- Corso di Buono, Croce, tavola, databile alla fine XIII secolo
- Jacopo del Casentino, Santa Caterina; Sant'Jacopo; San Giovanni evangelista, tavole, metà circa del XIV secolo
- Bernardo di Stefano Rosselli, Santa Caterina d'Alessandria, tavola, ante 1499

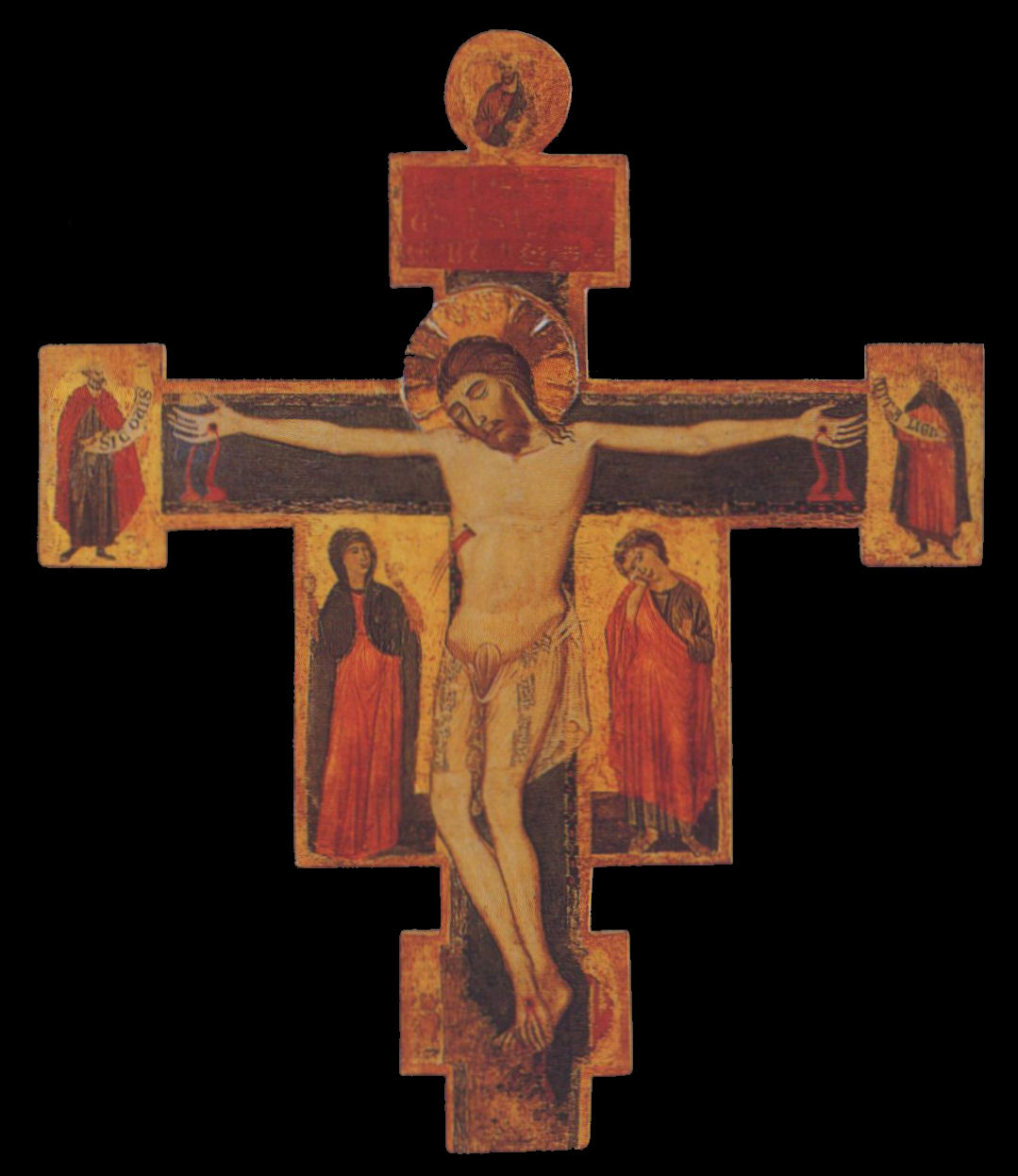
Corso di Buono, Croce, Castelfiorentino, Museo di Santa Verdiana